# Saison 2016 de l'équipe cycliste Axeon-Hagens Berman
La saison 2016 de l'équipe cycliste Axeon-Hagens Berman est la huitième de cette équipe.

## Préparation de la saison 2016

### Arrivées et départs
| Arrivées        | Équipe 2015                              |
| --------------- | ---------------------------------------- |
| Jonny Brown     | Hot Tubes Development                    |
| Adrien Costa    | Hagens Berman U23                        |
| Edward Dunbar   | NFTO                                     |
| Colin Joyce     | California Giant Berry Farms-Specialized |
| Krists Neilands | Rietumu-Delfin                           |
| Neilson Powless | Hagens Berman U23                        |
| Tyler Williams  | BMC Development                          |

| Départs          | Équipe 2016        |
| ---------------- | ------------------ |
| Daniel Eaton     | UnitedHealthcare   |
| James Oram       | ONE                |
| Christopher Putt | Jelly Belly-Maxxis |
| Keegan Swirbul   | BMC Development    |

## Coureurs et encadrement technique

### Effectif
| Cycliste           | Date de naissance  | Nationalité | Équipe 2015                              |  |
| ------------------ | ------------------ | ----------- | ---------------------------------------- |  |
| William Barta      | 4 janvier 1996     | États-Unis  | Axeon                                    |  |
| Jonny Brown        | 20 avril 1997      | États-Unis  | Hot Tubes Development                    |  |
| Adrien Costa       | 19 août 1997       | États-Unis  | Hagens Berman U23                        |  |
| Geoffrey Curran    | 20 octobre 1995    | États-Unis  | Axeon                                    |  |
| Gregory Daniel     | 8 novembre 1994    | États-Unis  | Axeon                                    |  |
| Edward Dunbar      | 1er septembre 1996 | Irlande     | NFTO                                     |  |
| Tao Geoghegan Hart | 30 mars 1995       | Royaume-Uni | Axeon                                    |  |
| Ruben Guerreiro    | 6 juillet 1994     | Portugal    | Axeon                                    |  |
| Colin Joyce        | 6 août 1994        | États-Unis  | California Giant Berry Farms-Specialized |  |
| Krists Neilands    | 18 août 1994       | Lettonie    | Rietumu-Delfin                           |  |
| Philip O'Donnell   | 18 mai 1996        | États-Unis  | Axeon                                    |  |
| Justin Oien        | 5 mai 1995         | États-Unis  | Axeon                                    |  |
| Logan Owen         | 25 mars 1995       | États-Unis  | Axeon                                    |  |
| Neilson Powless    | 3 septembre 1996   | États-Unis  | Hagens Berman U23                        |  |
| Tyler Williams     | 17 novembre 1994   | États-Unis  | BMC Development                          |  |
| Chad Young         | 8 juin 1995        | États-Unis  | Axeon                                    |  |